# Memoriał Zdzisława Ambroziaka 2006
I Memoriał Zdzisława Ambroziaka – siatkarski turniej, który odbył się w dniach od 30 września do 1 października 2006 roku w hali MOSiR-u przy ulicy Saskiej w Warszawie. Organizatorami turnieju były: Uczniowski Klub Sportowy "Gocław 75" oraz Urząd Dzielnicy Praga Południe. Zawody odbyły się pod honorowym patronatem Polskiego Związku Piłki Siatkowej oraz wojewody mazowieckiego Tomasza Kozińskiego. 
W turnieju wzięły udział cztery zespoły: J.W. Construction AZS Politechnika Warszawska, Jastrzębski Węgiel, PZU AZS Olsztyn oraz Resovia. Rozegrały one ze sobą systemem kołowym po jednym spotkaniu. Wszystkie biorące udział w turnieju drużyny grały w sezonie 2006/2007 w Polskiej Lidze Siatkówki.
Pierwszym zwycięzcą został klub PZU AZS Olsztyn.

## Tabela
| Lp. | Drużyna                                       | Pkt | Mecze | Mecze | Mecze | Sety | Sety | Sety  | Małe punkty | Małe punkty | Małe punkty |
| Lp. | Drużyna                                       | Pkt | M     | W     | P     | wyg. | prz. | ratio | zdob.       | str.        | ratio       |
| --- | --------------------------------------------- | --- | ----- | ----- | ----- | ---- | ---- | ----- | ----------- | ----------- | ----------- |
| 1   | PZU AZS Olsztyn                               | 5   | 3     | 2     | 1     | 8    | 4    | 2.000 | 295         | 268         | 1.101       |
| 2   | Resovia                                       | 5   | 3     | 2     | 1     | 6    | 6    | 1.000 | 273         | 277         | 0.986       |
| 3   | Jastrzębski Węgiel                            | 4   | 3     | 1     | 2     | 5    | 6    | 0.833 | 249         | 262         | 0.950       |
| 4   | J.W. Construction AZS Politechnika Warszawska | 4   | 3     | 1     | 2     | 3    | 6    | 0.500 | 202         | 212         | 0.953       |

Zasady ustalania kolejności: 1. liczba zdobytych punktów; 2. wyższe ratio setowe; 3. wyższe ratio małych punktów.
Punktacja: zwycięstwo - 2 pkt; porażka - 1 pkt

## Wyniki spotkań
| Data  | Drużyna 1                                     | Wynik | Drużyna 2          | Set 1 | Set 2 | Set 3 | Set 4 | Set 5 | Raport |
| ----- | --------------------------------------------- | ----- | ------------------ | ----- | ----- | ----- | ----- | ----- | ------ |
| 30.09 | J.W. Construction AZS Politechnika Warszawska | 0:3   | PZU AZS Olsztyn    | 18:25 | 20:25 | 22:25 |       |       |        |
| 30.09 | Resovia                                       | 3:1   | Jastrzębski Węgiel | 25:19 | 25:18 | 21:25 | 25:19 |       |        |
| 30.09 | J.W. Construction AZS Politechnika Warszawska | 0:3   | Jastrzębski Węgiel | 22:25 | 22:25 | 23:25 |       |       |        |
| 30.09 | Resovia                                       | 3:2   | PZU AZS Olsztyn    | 30:28 | 25:20 | 13:25 | 22:25 | 25:23 |        |
| 01.10 | J.W. Construction AZS Politechnika Warszawska | 3:0   | Resovia            | 25:18 | 25:22 | 25:22 |       |       |        |
| 01.10 | PZU AZS Olsztyn                               | 3:1   | Jastrzębski Węgiel | 25:23 | 24:26 | 25:21 | 25:23 |       |        |

## Klasyfikacja końcowa
| Lp. | Drużyna                                       |
| --- | --------------------------------------------- |
| 1   | PZU AZS Olsztyn                               |
| 2   | Resovia                                       |
| 3   | Jastrzębski Węgiel                            |
| 4   | J.W. Construction AZS Politechnika Warszawska |

## Nagrody indywidualne
| Najlepszy zawodnik (MVP)           | Najlepszy atakujący           | Najlepszy blokujący                 | Najlepszy rozgrywający                                          | Najlepszy przyjmujący        | Najlepszy libero                    | Najsympatyczniejszy zawodnik        |
| ---------------------------------- | ----------------------------- | ----------------------------------- | --------------------------------------------------------------- | ---------------------------- | ----------------------------------- | ----------------------------------- |
| Michał Kaczmarek (Resovia Rzeszów) | Paweł Papke (PZU AZS Olsztyn) | Daniel Pliński (Jastrzębski Węgiel) | Grzegorz Łomacz (J.W. Construction AZS Politechnika Warszawska) | Piotr Łuka (Resovia Rzeszów) | Richard Lambourne (PZU AZS Olsztyn) | Daniel Pliński (Jastrzębski Węgiel) |